# Mulholland Drive – Straße der Finsternis
Mulholland Drive – Straße der Finsternis (Originaltitel Mulholland Drive, auch Mulholland Dr.) ist ein Thriller mit Drama- und Mystery-Elementen von David Lynch aus dem Jahr 2001.
Der Film spielt in Los Angeles und erzählt eine mysteriöse Geschichte von Liebe, Eifersucht und Mord. Lynch bricht dabei bewusst mit gewohnten Erzählstrukturen durch das Mittel des unzuverlässigen Erzählens. Wegen eines Handlungswechsels, in dem Figuren, Stimmungen, Schauplätze und zuvor aufgebaute Leitmotive plötzlich ihre Bedeutung ändern, schafft der Film Raum für mannigfaltige Interpretationen.
In einer Umfrage unter 177 Filmkritikern, Wissenschaftlern und Kuratoren aus aller Welt kürte die BBC im Jahr 2016 Mulholland Drive zum bis dahin besten Film des 21. Jahrhunderts.

## Handlung
Vor der eigentlichen Handlung zeigt die Eröffnungssequenz des Films einen stilisierten Jitterbug-Wettbewerb, bei dem auch eine glückliche Betty Elms, eine der beiden Hauptfiguren, zu erkennen ist. Danach eine Kamerafahrt über ein rotes Bettlaken auf ein rotes Kopfkissen und das Seufzen einer Person.
Ausgehend von den sich im Film ändernden Identitäten der meisten Figuren lässt er sich in zwei Teile gliedern. Der erste umfasst mehr als vier Fünftel der Spieldauer. Er wird zwar mehrsträngig, aber chronologisch erzählt.
Die zwei weiblichen Hauptfiguren – beide um die 30 Jahre alt, die eine dunkelhaarig, die andere blond – kommen durch eine Verkettung von Zufällen zusammen. Die dunkelhaarige Frau entgeht knapp einem Mordanschlag, indem sie als Einzige einen Autounfall auf dem Mulholland Drive überlebt. Äußerlich nur leicht verletzt, aber desorientiert, schlüpft sie am Morgen danach in einer Wohnung unter, die eine ältere Frau gerade verlässt, offenbar für längere Zeit. Am selben Tag quartiert sich deren Nichte Betty Elms dort ein, die mit der Hoffnung auf eine Schauspielkarriere nach Hollywood gekommen ist. Sie ist überrascht von der Anwesenheit der Fremden, die sich Rita nennt, hegt aber keinen Argwohn. Später gesteht „Rita“ Betty, dass sie nicht weiß, wer sie wirklich ist. Um ihre Identität zu ermitteln, öffnen die beiden „Ritas“ Tasche, finden dort aber statt eines Dokuments nur einen großen Geldbetrag und einen seltsamen blauen Dreikant-Schlüssel.
Bettys Neugier, dem Geheimnis der dunkelhaarigen Frau auf die Spur zu kommen, ist geweckt. Sie entlockt ihr den möglichen Unfallort (Mulholland Drive) und findet denselben durch einen anonymen Anruf bei der Polizei bestätigt. Eine weitere Spur ist „Ritas“ Erinnerung an eine „Diane Selwyn“, ausgelöst durch eine Kellnerin namens Diane, die sie im Schnellrestaurant Winkie’s bedient. Die beiden Frauen finden eine Diane Selwyn im Telefonbuch, erreichen jedoch nur den Anrufbeantworter. Inzwischen sind beide Frauen so miteinander vertraut, dass sie eine Szene gemeinsam einstudieren, die Betty für ihr Vorsprechen bekommen hat. Sie spielt sie im entscheidenden Moment völlig anders und hat damit grandiosen Erfolg. Eine anwesende renommierte Casting-Agentin stellt ihr noch Größeres in Aussicht und nimmt sie mit zum Set, um sie dem Regisseur Adam Kesher vorzustellen, bei dem gerade das Casting für die Protagonistin seines Films The Sylvia North Story läuft.
Aus vorangegangenen Szenen weiß man, dass Adam – die männliche Hauptfigur – nicht nur ein privates Dilemma hat (er ertappt seine Frau bei einem Seitensprung und wird von deren Liebhaber aus dem eigenen Haus geworfen), sondern vor allem ein berufliches. Er sieht sich einer Phalanx undurchsichtiger Typen gegenüber (zunächst noch im Beisein seines Managers und Produzenten, dann alleine einem Fremden namens „Cowboy“), die massiven Druck auf ihn ausüben, um die Hauptrolle mit der ihm unbekannten Camilla Rhodes zu besetzen.
Adam und Betty werden aufeinander aufmerksam, doch bevor ein Kontakt zustande kommt, läuft sie, sich an eine Verabredung erinnernd, plötzlich davon. Adam gibt dem ausgeübten Druck nach, indem er noch während Rhodes’ Auftritt den verabredeten Satz („Sie ist die Richtige“) sagt. Betty und „Rita“ versuchen, Diane Selwyn in ihrer Wohnung anzutreffen. Als niemand reagiert, steigt Betty durchs Fenster ein. Sie finden die auf dem Bett liegende Leiche einer Frau, die offenbar schon seit Tagen tot ist. Geschockt will „Rita“ ihr Äußeres ändern und folgt Bettys Idee, dies durch eine blonde Perücke zu realisieren. In dieser Nacht schlafen sie in einem Bett, wenden sich einander voller Liebe zu und werden intim.
Aus einem Traum gegen zwei Uhr erwachend, besteht „Rita“ darauf, in einen Club namens Silencio zu gehen. Von einer Theaterbühne verkündet ein Ansager in verschiedenen Sprachen, alles sei nur Illusion und habe dennoch Wirkung. Das wird sowohl durch die Auftritte bestätigt (eine Sängerin kollabiert, während ihre Stimme weiter zu hören ist) als auch durch die Reaktion beider Frauen. Betty findet in ihrer Tasche eine blaue Box, die offenbar zu „Ritas“ Schlüssel passt, den beide zuvor zusammen mit dem Geld im Schlafzimmerschrank ihrer Tante versteckt hatten. Zurück in der Wohnung, bemerkt „Rita“, während sie nach dem Schlüssel sucht, dass Betty plötzlich verschwunden ist. Sie öffnet die Box, die sich als leer entpuppt und hörbar zu Boden fällt. Bettys Tante, die ebenso plötzlich auftaucht, geht dem Geräusch nach, findet aber nichts und niemanden vor. Mit dem nachfolgenden Bild des „Cowboys“, der in der Tür zu Diane Selwyns Schlafzimmer erscheint und zu der auf dem Bett liegenden Frau sagt, es sei Zeit aufzuwachen, endet der erste Teil.
Der zweite Teil des Films beginnt am selben Ort mit Blick auf eine in gleicher Position auf dem Bett liegende, aber anders gekleidete Frau, die auf ein Klopfen hin aufsteht. Die Frau ist Diane Selwyn, die (gespielt von Watts) Betty äußerlich gleicht. Ihre Nachbarin, mit der sie die Wohnung getauscht hat, teilt ihr mit, die Polizei habe erneut nach ihr gefragt. Wieder allein, fragt Diane halluzinierend: „Camilla, du bist wieder da?“, und erlebt angstvoll überrascht die Vision der Frau, die zuvor „Rita“ war und im Folgenden Camilla Rhodes ist (beide gespielt von Harring). In einer Rückblende (signalisiert u. a. dadurch, dass ein zuvor auf dem Tisch liegender blauer Sicherheitsschlüssel nun verschwunden ist) wird gezeigt, wie Diane darunter leidet, dass Camilla sich ihrer Liebe mehr und mehr entzieht.
Als Diane von Camilla zu einer Party in Adam Keshers Haus auf dem Mulholland Drive eingeladen wird, hält die Limousine vorzeitig genau dort, wo „Rita“ im ersten Teil den Unfall hatte, und Diane reagiert mit exakt den gleichen Worten wie sie: „Was soll das? Wir halten hier aber nicht.“ Doch in diesem Fall droht keine Gefahr; Camilla hat den Stopp veranlasst, um Diane über eine Abkürzung zum Haus zu geleiten. Adam, dessen Mutter nun von der Frau verkörpert wird, die im ersten Teil die Managerin der Wohnanlage war, zu der das Appartement von Bettys Tante gehörte, hat offenbar eine Beziehung mit Camilla. Während des Essens erklärt Diane, dass sie nach dem Tod ihrer Tante nach Hollywood gekommen sei und bei einem Casting für die Sylvia North Story Camilla kennengelernt habe, die dann statt ihrer für die Hauptrolle nominiert wurde (von dem Regisseur, bei dem Betty im ersten Teil vorspielte). Nun muss Diane mit ansehen, wie Camilla und eine andere Frau einander küssen, sich ihr zuwenden und lächeln. Dann kündigen Camilla und Adam eine wichtige Mitteilung an, brechen in Gelächter aus und küssen sich, wohl wissend, dass Diane ihnen zuschaut und weint.
Bei Winkie’s, sie wird von einer Kellnerin namens Betty bedient, trifft Diane einen Mann, dem sie Camillas Foto und Geld übergibt. In zwei Szenen des ersten Teils war dieser Auftragsmörder bereits zu sehen, als er (in einer wenig professionellen, im Dreifachmord endenden Aktion) zunächst nach einem bestimmten Buch mit Telefonnummern suchte und dann nach einer dunkelhaarigen Frau. Nun zeigt er Diane einen blauen Sicherheitsschlüssel und sagt, sie werde ihn an der vereinbarten Stelle finden, wenn der Job erledigt sei. Auf ihre Frage, was er denn öffne, lacht er nur. Diane schaut auf und registriert einen Mann, der sie entsetzt anstarrt. Auch dieser Mann namens Dan tauchte im ersten Teil schon einmal auf, als er einem Begleiter von seiner albtraumhaften Vision einer im Hinterhof von Winkie’s hausenden Schreckensgestalt erzählte; dazu gedrängt, dem Traumbild nachzugehen, erblickte er sie tatsächlich und brach zusammen.
In ihrer Wohnung, wo auf dem Tisch wieder der blaue Sicherheitsschlüssel zu sehen ist, wird Diane erneut von Halluzinationen geplagt. Zuerst erscheint ihr die Schreckensgestalt, die blaue Box in Händen haltend. Anschließend wird sie von jenem älteren Paar „verfolgt“, das sich zu Beginn des ersten Teils, nach dem gemeinsamen Flug nach Los Angeles, freundlich von Betty verabschiedet hatte, beim Wegfahren aber unerklärlich heiter lachte. Schreiend irrt Diane durch die Zimmer, legt sich schließlich ins Bett und erschießt sich. „Silencio“, flüstert eine auf der Empore des gleichnamigen Clubs stehende Frau.

## Produktion

### Entstehungsgeschichte
Der Film durchlief zwei Entstehungsphasen und ist im Endergebnis eine Koproduktion von Les Films Alain Sarde, Asymmetrical Productions, Babbo Inc., Canal+, The Picture Factory und den Universal Studios.
Die ersten zwei Drittel des Films wurden Anfang des Jahres 1999 als Pilotfilm für das US-amerikanische Fernseh-Netzwerk American Broadcasting Company (ABC) gedreht. ABC erhoffte, dass der Film ähnlich erfolgreich sein würde wie Lynchs Krimiserie Twin Peaks aus dem Jahr 1990. Als die zweistündige Rohfassung fertig gedreht war, verlangte ABC jedoch, dass etliche Szenen geschnitten oder entfernt werden müssten, weil ihnen der Film zu lang erschien. Lynch willigte trotz anfänglichen Widerstands ein. Als der Film fertig war, wurde er dennoch abgelehnt.
Lynch wollte das Projekt jedoch nicht aufgeben und suchte nach einem Investor. Schließlich kaufte das französische Netzwerk Canal Plus den Amerikanern die Rechte für Mulholland Drive ab. Für die Umsetzung der zusätzlichen Dreharbeiten wurden mehr als 7 Millionen Dollar investiert. Mit diesem Geld wurden im Oktober 2000 neue Szenen gedreht und ein neues Ende erstellt.
Im Abspann widmet Lynch den Film der Schauspielerin und damaligen Partnerin von Keanu Reeves, Jennifer Syme, die Anfang April 2001 im Alter von 28 Jahren bei einem Autounfall starb.

### Drehorte
Die Dreharbeiten fanden unter anderem in Hollywood, Downtown LA und dem Los Angeles International Airport, Gardena und den Paramount Studios in Kalifornien statt.

### Filmmusik
Die Filmmusik wurde von Angelo Badalamenti komponiert, der zuvor für Lynch schon die Musik zu Blue Velvet, Wild at Heart, Twin Peaks und Lost Highway geschaffen hatte.
Das Lied Llorando (Weinen), das im Club Silencio erklingt und das gebannt lauschende Paar Betty und „Rita“ tatsächlich zum Weinen bringt, ist die spanische Version von Roy Orbisons Song Crying, gesungen von Rebekah Del Rio. Diese spielt in der Filmszene selbst die Sängerin. Die Tonaufnahme des Stückes hatte Lynch bereits einige Zeit zuvor gemacht, als er Del Rio in Nashville besuchte und sie bat, ihm das Lied vorzusingen. Die Aufnahme des Liedes geschah zu dem Zeitpunkt ohne ihr Wissen.

### Deutsche Synchronisation
Die Interopa Film gab die Synchronisation in Auftrag. Lutz Riedel schrieb das Dialogbuch und führte die Dialogregie.
| Figur                | Darsteller     | Deutscher Sprecher  |
| -------------------- | -------------- | ------------------- |
| Betty/Diane          | Naomi Watts    | Irina von Bentheim  |
| Rita/Camilla         | Laura Harring  | Martina Treger      |
| Coco                 | Ann Miller     | Christel Merian     |
| Vincenzo Castigliane | Dan Hedaya     | Andreas Thieck      |
| Adam Kesher          | Justin Theroux | Charles Rettinghaus |
| Harry McKnight       | Robert Forster | Joachim Kerzel      |
| Lorraine Kesher      | Lori Heuring   | Ghadah Al-Akel      |

### Veröffentlichung

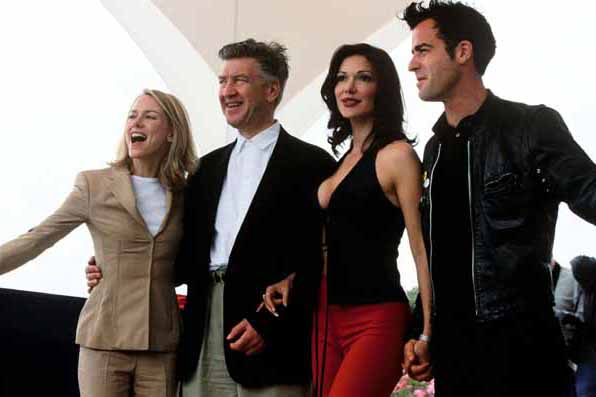
Cannes, 2001 (von l. nach r.): Naomi Watts, David Lynch, Laura Harring und Justin Theroux

Im Mai 2001 wurde Mulholland Drive als Spielfilm im Rahmen der Filmfestspiele von Cannes uraufgeführt. Er erhielt ausgesprochen gute Kritiken und Lynch gewann den Preis für die beste Regie. Obwohl noch viele weitere Auszeichnungen folgen sollten, blieb dem Film der kommerzielle Erfolg zunächst verwehrt.
Bei einem Gesamtbudget von 15 Millionen US-Dollar konnte der Film ca. 7,2 Millionen US-Dollar in den Vereinigten Staaten und rund 20 Millionen US-Dollar weltweit einspielen.

## Rezeption

### Kritiken
Mulholland Drive wurde von der Kritik gefeiert, was sich auch in den Auswertungen US-amerikanischer Aggregatoren widerspiegelt. So erfasst Rotten Tomatoes größtenteils wohlwollende Besprechungen und ordnet den Film dementsprechend als „Zertifiziert Frisch“ ein. Metacritic ermittelt aus den vorliegenden Bewertungen „Einhelliges Lob“.
Roger Ebert verglich den Film mit einem Traum. Er erkläre nichts, er vollende seine Szenen nicht, er halte sich an dem auf, was er „faszinierend“ finde, und lasse „aussichtslose“ Handlungsstränge fallen. Der Film funktioniere, weil Lynch „völlig kompromisslos“ vorgehe. Er verwende „frustrierende“ Elemente aus seinen früheren Filmen, anstatt sich von ihnen zu distanzieren. Watts und Harring gehen das Risiko ein, Archetypen Hollywoods zu verkörpern, was sie sich auch erlauben können, da sie Archetypen seien. Mulholland Drive fühle sich niemals unvollständig an, da die Auflösung nicht das Ziel sei. Stattdessen sei es ein Film, dem man sich hingeben müsse.

„Ein hypnotisch-albtraumhaftes Traum- und Vexierspiel, das sich der linearen Nacherzählung verweigert, weil Personen ihre Identität wechseln und viele Handlungsstränge so ineinander geschlungen sind, dass sie wie ein Endlosband funktionieren. Handwerklich perfekt, ideenreich und inszenatorisch bestechend, zerpflückt der Film lustvoll die Medienmythen der Gegenwart und lässt sie in Gestalt eines Horrorthrillers im kalten Entsetzen kumulieren, ohne dass David Lynch damit seinem bekannten Oeuvre etwas erkennbar Neues hinzufügen würde.“

### Auszeichnungen
- Academy Awards 2002 (Oscar)
  - Nominierung: Beste Regie (David Lynch)
- Internationale Filmfestspiele von Cannes 2001
  - Beste Regie (David Lynch)
- Académie des Arts et Techniques du Cinema (César) 2001
  - Bester ausländischer Film
- Golden Globe 2001
  - Nominierung: Bester Regisseur (David Lynch)
  - Nominierung: Bestes Drama
  - Nominierung: Bestes Drehbuch (David Lynch)
  - Nominierung: Beste Filmmusik (Angelo Badalamenti)
- Los Angeles Film Critics Association 2001
  - Beste Regie (David Lynch)
  - Zweiter Platz: Bester Film
  - Zweiter Platz: Beste Schauspielerin (Naomi Watts)
- Chlotrudis Awards 2002
  - Bester Film
  - Beste Regie (David Lynch)
  - Bestes Drehbuch (David Lynch)
  - Beste Hauptdarstellerin (Naomi Watts)
  - Bestes Drehbuch (Publikumspreis) (David Lynch)

Der Film wurde zudem von der Toronto Film Critics Association, vom New Yorks Critics Circle, der National Society of Film Critics, dem National Board of Review, bei den British Academy Film Awards und von der Chicago Film Critics Association ausgezeichnet.
Insgesamt gewann er 33 internationale Filmpreise und war für weitere 29 Preise sowie einen Oscar nominiert.
Laut einer Umfrage der BBC von 2016, bei der weltweit 177 Filmkritiker befragt wurden, handelt es sich um den bis dahin besten Film des 21. Jahrhunderts. Im Jahr zuvor hatte Mulholland Drive in der BBC-Wahl der 100 bedeutendsten amerikanischen Filme Platz 21 belegt.
David Lynch ist mit Mulholland Drive im Jahr 2024 auf Platz 30 in dem online verfügbaren Katalog der 1.000 besten Filme auf der Website They Shoot Pictures, Don’t They? verzeichnet. Für diesen Katalog wurden über 9.000 Listen mit Filmkritiken und Kritikerumfragen ausgewertet, in den Top 100 ist Lynch auch mit Blue Velvet (Platz 90) vertreten.

## Interpretationen
Wie bei vielen Filmen von David Lynch gibt es in Mulholland Drive keine klare, „im streng rationalen Sinne“ lineare Handlung. Der erste Teil wird oft als der Traum der schlafenden Diane verstanden, in dem sie der Star ist. Doch als sie, zweiter Teil, im Bett aufwacht, sieht der Zuschauer die wahre Diane, die Realität. Nicht sie ist der Star, sie ist eifersüchtig auf Camilla und lässt sie töten.
Eine oft vertretene Interpretation ist, dass der Film in verschiedenen Schichten und Handlungssträngen die Tagträume einer erfolglosen Schauspielaspirantin aus der Provinz wiedergibt, wobei die Straße „Mulholland Drive“, welche von den Bergen in langen Serpentinen in die tieferliegende Metropole Los Angeles führt, als Metapher für das immer tiefere Eindringen in die Psyche Hollywoods steht. Nach und nach, bis zu dem dramatischen Ende, schafft Lynch so eine – seine – Desillusionierung der Traumfabrik. Dabei tauchen verschiedene Archetypen des Hollywood-Universums auf („die Blonde, die Dunkle, die Reine, die Femme Fatale, der Regisseur, der Cowboy, der Detektiv, der Analytiker, der Western, der Film Noir und das Melodram“), die in den Traum eingewoben werden und diesem auch das Traumtypische geben. „Sein [Lynchs] Horrortrip (ist) essayistisch: Reflexionen ohne Endergebnis, die Entfaltung dessen, was in bestimmten Situationen und Personal wohnt, dabei voller Verweise auf Pop- und Filmkultur der letzten 60 Jahre.“
Lynch gab zwar für Mulholland Drive eine Hilfestellung bei der „Entschlüsselung“ des mysteriösen Ablaufs, er beschränkte sich dabei aber auf zehn eher kryptische Hinweise:
- Schenken Sie dem Anfang des Films besondere Aufmerksamkeit: Zwei wichtige Hinweise finden sich bereits vor dem Vorspann.
- Beobachten Sie, wann und wo rote Lampenschirme eine Rolle spielen.
- Achten Sie darauf, wie der Titel des Films lautet, für den die Schauspielerinnen bei Adam Kesher vorsprechen. Wird dieser Titel an einer anderen Stelle wiederholt?
- Ein Unfall ist ein schreckliches Ereignis … Beachten Sie genau den Ort des Unfalls.
- Wer gibt wem einen Schlüssel – und warum?
- Achten Sie auf den Bademantel, den Aschenbecher, die Kaffeetasse.
- Was wird im Club Silencio gefühlt, erkannt und mitgenommen?
- Half Camilla allein ihr Talent?
- Beobachten Sie genau die Vorkommnisse im Umfeld des Mannes hinter Winkie’s.
- Wo ist „Tante Ruth“?

### Interpretationen
- Christine Lang: David Lynchs 'Mulholland Drive' verstehen – Visuelles Erzählen und die Dramaturgie der offenen Form
- Hinweise & Theorien von Filmfans (englisch)
- No hay banda. Prosthetic memory and identity in David Lynch's Mulholland Drive
- Hayles,Gessler: The Slipstream of Mixed Reality.Unstable Ontologies and Semiotic Markers in The Thirteenth Floor, Dark City, and Mulholland Drive
- Rachael Johnson: Desiring Women and Female Degeneration in Mulholland Drive
- Visual Dramaturgy in Mulholland Drive by Christine Lang